# Шаповалов, Дмитрий Васильевич
Дми́трий Васи́льевич Шапова́лов (19 марта 1935, Воронеж — июль 1976, там же) — советский футболист, нападающий. Выступал в клубах «Динамо» (Москва). Трёхкратный чемпион СССР. Мастер спорта СССР по хоккею с мячом (1955) и футболу (1959).

## Биография
В «Динамо» Шаповалов выступал с 1954 по 1961 год. В первом сезоне на поле не выходил, в 1955 году сыграл один матч, в 1956 году — два. В 1958 году был включён в список 33 лучших футболистов сезона. В 1959 году получил звание мастер спорта. Всего за «бело-голубых» в чемпионате сыграл 96 матчей и забил 33 гола. В Кубке провёл 8 игр, забив один гол.
Также играл в хоккей с мячом за «Динамо» (Москва).
Убит в июле 1976 года. В интервью изданию "Спорт-Экспресс" бывший нападающий ФК "Динамо" Валерий Урин сообщил, что Дмитрия Шаповалова убили за не отданный карточный долг: "Связался с картежной компашкой на Масловке (пригород Воронежа). Место такое, криминальное... Проигрался очень здорово, отдавать нечем. Ну и воткнули нож".

## Достижения
- Чемпион СССР (3): 1955, 1957, 1959
- В списке 33 лучших футболистов сезона в СССР: № 2 (1958)